# تزار تمام روسیه
تزار تمام روسیه یا به‌طور رسمی فرمانروا، تزار و شاهزاده بزرگ تمام روسیه یا به اختصار تزار روسیه، عنوان رسمی فرمانروایان روسیه از سال ۱۵۴۷ تا ۱۷۲۱ میلادی بود. دولت تحت تزار روسیه با نام روسیه تزاری شناخته می‌شود.
نخستین فرمانروای روسیه که به‌طور رسمی با این عنوان تاج‌گذاری کرد، ایوان چهارم مشهور به «ایوان مخوف» بود که پیش از آن عنوان فرمانروای تمام روس را داشت. آخرین فرمانروای روسی دارای این عنوان پتر یکم بود که در سال ۱۷۲۱، عنوان رسمی سلطنت را به امپراتور تمام روسیه تغییر داد و امپراتوری روسیه را بنیان گذاشت. با این حال، لقب کهن و سابق تزار پس از این تاریخ نیز برای اشاره به امپراتوران روسیه مورد استفاده قرار گرفت.

## عنوان کامل
عنوان سلطنتی کامل تزارها متفاوت بود و بسته به زمان و قلمروی آن‌ها تغییر می‌کرد. عنوان سلطنتی کامل الکسی یکم، واپسین فرمانروای مقتدری که با عنوان تزار درگذشت، چنین بود:
«به فضل خداوند، ما حاکم بزرگ، تزار و شاهزادهٔ بزرگ الکسی میخایلوویچ، اتوکراتور تمام روسیه بزرگ، کوچک و سفید، مسکو، کی‌یف، ولادیمیر و نووگورود؛ تزار قازان، تزار آستاراخان، تزار سیبری؛ حاکم پسکوف و شاهزادهٔ بزرگ تور، یوگورسک، پرم، ویاتکا، بلغار و غیره؛ حاکم و شاهزادهٔ بزرگ نووگورود پایین، چرنیهیف، ریازان، روستوف، یاروسلاول، بلوزرو، اودوریا، اوبدوریا، کوندیا و فرمانروای همهٔ کشورهای شمالی؛ فرمانروای سرزمین‌های ایوریا؛ تزار کارتلی و گرجستان، سرزمین‌های کاباردی، شاهزادگان چرکاسی و کوهستانی و بسیاری دیگر از ایالت‌ها و سرزمین‌های شرق و غرب و شمال از پدر و پدربزرگ، وارث و حاکم و صاحب هستیم.»

## تعریف
تا پیش از «تزار» نامیده شدن، عناوین رسمی فرمانروایان روسیه شامل «شاهزاده بزرگ مسکو» و «فرمانروا و شاهزاده بزرگ تمام روس» یا به اختصار «فرمانروای تمام روس» بود. برگزیدن لقب «تزار» که واژه‌ای اسلاوی به معنای پادشاه یا امپراتور است، با گسترش سرزمینی و ادعای مالکیت فرمانروایان روس بر مناطق مجاور، هم‌زمان بود. عبارت «تمام روس» یا «تمام روسیه» پس از واژهٔ «تزار» نیز معرف همان ادعای مالکیت بر تمام سرزمین‌های روسی (اسلاو‌نشین) بود. شاهزادگان بزرگ مسکو خود را وارثان قانونی «میراث روس کی‌یف» می‌دانستند و بقای خود را در تحقق اتحاد مجدد سرزمین‌های اسلاویِ هم‌ریشه می‌دیدند. این باور ظاهراً در عناوین سلطنتی آن‌ها (هم شاهزادگان بزرگ و هم تزارها) دیده می‌شد که خود را به عنوان حاکمان «تمام روس» معرفی می‌کردند. در سال ۱۳۲۸ ایوان یکم، متروپولیتن کی‌یف تئوگنوست را متقاعد کرد که در مسکو مستقر شود؛ از آن نقطه به بعد، عنوان سلطنتی به «[شاهزاده] کی‌یف و تمام روس» تغییر کرد و این شکل تا اواسط قرن پانزدهم حفظ شد. ایوان سوم، شاهزادهٔ بزرگ مسکو نیز، خود را وارث تمام سرزمین‌های روس کی‌یف سابق می‌دانست و در سال ۱۴۹۳ عنوان «فرمانروای تمام روس» را به خود اختصاص داد. این روند به تکامل خود ادامه داد و تا اواسط قرن هفدهم به «تزار تمام روسیه بزرگ، کوچک و سفید» تبدیل شد. «تزار تمام روسیه» یا به‌طور رسمی «فرمانروا، تزار و شاهزاده بزرگ تمام روسیه» (به روسی: Государь, Царь и Великий Князь всея Руси) عنوان رسمی فرمانروایان روسیه از سال ۱۵۴۷ تا ۱۷۲۱ میلادی بود که دولت تحت فرمان‌شان با نام روسیه تزاری شناخته می‌شود.

## تاریخچه

### زمینه
ایوان سوم به دنبال گسترش قلمرو خود و ازدواج با سوفیا پالایولوژینا، عنوان «فرمانروا» (به روسی: Господарь) را به خود اختصاص داد و مدعی تمام سرزمین‌های سابق روس کی‌یف، ازجمله مناطق تحت کنترل لیتوانی شد. عنوان سلطنتی کامل او این بود: «ایوان، به فضل خداوند، فرمانروای تمام روس و شاهزادهٔ بزرگ ولادیمیر و مسکو و نووگورود و پسکوف و تور و یوگورسک و پرم و بلغار و دیگر سرزمین‌ها». ایوان در مکاتبات رسمی و دیپلماتیکی خود از عنوان «تزار» استفاده می‌کرد و نخستین کسی بود که تلاش داشت این لقب را رسمی کند. همچنین تقریباً از همان زمان وی بود که نام سرزمین روسیه از «روس» به نام کنونی تغییر کرد.
واسیلی سوم پسر و جانشین او، همچنان از عنوان «تزار» استفاده می‌کرد. در ۴ اوت ۱۵۱۴، ماکسیمیلیان یکم، امپراتور مقدس روم نامه‌ای به واسیلی سوم فرستاد و درخواست اتحاد مجدد علیه مشترک‌المنافع لهستان-لیتوانی کرد و در آن از واسیلی به عنوان «قیصر» یا «امپراتور» یاد کرد. با این حال، سفیر آلمانی زیگیسموند فون هربرشتاین در سال ۱۵۱۶، هنوز از واسیلی با عنوان «پادشاه و ارباب تمام روسیه» (به لاتین: rex et dominus totius Russiae) یاد می‌کند. پس از سال ۱۵۱۴، عنوان سلطنتی کامل واسیلی سوم این بود: «به فضل خداوند، تزار و حاکم تمام روسیه و شاهزادهٔ بزرگ ولادیمیر، مسکو، نووگورود، پسکوف، اسمولنسک، تور، یوگورسک، پرم، ویاتکا و بلغار و غیره؛ حاکم و شاهزادهٔ بزرگ نووگورود سرزمین پایین، چرنیگوف، ریازان، ولوتسک، رژف، بلیوف، روستوف، یاروسلاول، بلوزرو، اودوریا، اوبدوریا و کندیا.»

### عنوان رسمی
ایوان چهارم در سال ۱۵۳۳ و در سن سه سالگی، زمانی که پدرش واسیلی سوم درگذشت، به سلطنت رسید. در ۱۶ ژانویه ۱۵۴۷، ایوان چهارم در سن ۱۶ سالگی، نخستین فرمانروای روسی بود که با عنوان «تزار» تاج‌گذاری و در مراسم خود به‌طور عمده از سنت‌های بیزانسی استفاده کرد. سرانجام، رضایت پاتریارک قسطنطنیه نیز برای استفاده از این عنوان داده شد. در سال ۱۵۶۱، پدرسالار از ایوان چهارم به عنوان «تزار و حاکم تمام مسیحیان ارتدکس جهان» یاد کرد و او را به یک امپراتور بیزانس تشبیه کرد. در ازای پذیرش عنوان «تزار»، پاپ امیدوار بود که روسیه رهبری رم را به‌رسمیت بشناسد. نامه‌ای که پاپ در سال ۱۵۵۰ برای ایوان نوشت و آماده فرستادن شد، ایوان چهارم را با عنوان «امپراتور تمام روتنیان» (به لاتین: Universorum Ruthenorum imperator) خطاب کرد؛ اما موانع لهستان مانع از ارسال آن و انجام هرگونه مأموریت پاپ شد. دورهٔ سلطنت فیودور یکم و پس از آن، تأسیس پاتریارک مسکو به‌دست بوریس گودونف در سال ۱۵۸۹، بزرگ‌ترین کمک به تکامل مفهوم مسکو و روم سوم با لقب «تزار» به عنوان «امپراتور مسیحیان» بود.
مرگ بدون فرزند فئودور یکم در سال ۱۵۹۸ منجر به انقراض دودمان روریک و آغاز عصر مشکلات در روسیه شد که دوره‌ای مشوش از هرج‌ومرج سیاسی و مداخلهٔ خارجی بود. یکی از جاعلان تاج‌وتخت، یعنی دیمیتری دروغین اول، ادعای عنوان «امپراتور» یا «سیزار» را مطرح کرد که توسط حامیان لهستانی او که مدت‌ها در برابر هر دو عنوان مقاومت کرده بودند، رد شد. در نهایت، دودمان رومانوف جایگزین دودمان روریک شد اما موقعیت پادشاه روسیه نیز تضعیف گشت. میخائیل یکم یک حاکم منتخب بود که به او موقعیت پایین‌تری می‌داد؛ او می‌بایست در جایگاه حاکم مشروع و تزار روسیه به‌رسمیت شناخته می‌شد. قدرت‌های اروپایی و شاهزادگان امپراتوری مقدس روم در نهایت میخائیل را به رسمیت شناختند و امپراتور مقدس روم نیز بدون خطاب اعلی‌حضرت، میخائیل را به عنوان حاکم مستقل به‌رسمیت شناخت. الحاق سرزمین‌های روسیه کوچک، روسیه سفید و همچنین کی‌یف در دوران سلطنت الکسی یکم، به تزار اجازه داد تا عبارت «تمام روسیه» را به عنوان سلطنتی بیفزاید. ابتکار دیپلماتیک روسیه برای ایجاد ائتلافی علیه امپراتوری عثمانی در دهه ۱۶۷۰، با فرستادن سفیرش پل منزیس به رم که دستور داشت فقط اسناد حاوی عنوان «تزار» را بپذیرد، ناموفق بود. تنها از سال ۱۶۸۵ بود که پاپ شروع به خطاب کردن حاکم روسیه به عنوان «تزار» کرد.
پتر یکم نیاز به تضمین موقعیت روسیه در سیستم کشورهای اروپایی، از جمله اهمیت به رسمیت شناختن برابری القاب «تزار» و «امپراتور» از سوی امپراتور مقدس روم را درک کرد. پیتر پس از پیروزی در نبرد پولتاوا، موضوع عنوان «امپراتور» و «اعلی‌حضرت» را با دربار وین مطرح کرد و اشاره کرد که حتی دولت استانبول نیز فرمانروای روسیه را اعلی‌حضرت خطاب می‌کرد اما وین این موضوع را رد کرد. در سال ۱۷۱۷، پتر از حق خود برای استفاده از عنوان «امپراتور» دفاع و از نامه ماکسیمیلیان یکم به واسیلی سوم برای حمایت از ادعای خود استفاده کرد. به‌دنبال پیروزی روسیه در برابر امپراتوری سوئد در جنگ بزرگ شمالی و انعقاد پیمان نیستاد در سپتامبر ۱۷۲۱، مجلس سنا روسیه و شورای حکام از پیتر خواستند تا القاب «کبیر»، «پدر کشور» و «امپراتور تمام روسیه» را بپذیرد. در ۲ نوامبر ۱۷۲۱، پتر رسماً هر سه عنوان را پذیرفت. دولت‌های اروپایی نیز به مرور این القاب پتر را به رسمیت شناختند. با این حال، لقب کهن و سابق تزار همچنان برای اشاره به امپراتوران روسیه مورد استفاده قرار گرفت.

## فهرست تزارهای تمام روسیه
| نام                                                     | طول عمر                           | شروع سلطنت     | پایان سلطنت    | یادداشت | دودمان       | تصویر |
| ------------------------------------------------------- | --------------------------------- | -------------- | -------------- | --- | ------------ | ----- |
| ایوان چهارم- مخوف - Иван Васильевич (Иван Грозный)      | ۲۵ اوت ۱۵۳۰ – ۲۸ مارس ۱۵۸۴        | ۲۶ ژانویه ۱۵۴۷ | ۲۸ مارس ۱۵۸۴   | او فرزند واسیلی سوم بود. او نخستین تزار روسیه و یکی از مهم‌ترین تزارهای روسیه تزاری بود که این حکومت را بنیان گذاشت. | روریک        |       |
| فیودور یکم- فرخنده - Фёдор Иванович (Фёдор Блаженный)   | ۳۱ مه ۱۵۵۷ – ۱۷ ژانویه ۱۵۹۸       | ۲۸ مارس ۱۵۸۴   | ۱۷ ژانویه ۱۵۹۸ | او فرزند ایوان چهارم بود. پس از مرگ او روسیه وارد عصر مشکلات شد که به سقوط دودمان روریک منجر گشت. | روریک        |       |
| بوریس گودونوف- Борис Фёдорович Годунов                  | ۱۲ اوت ۱۵۵۲ – ۱۳ آوریل ۱۶۰۵       | ۲۱ فوریه ۱۵۹۸  | ۱۳ آوریل ۱۶۰۵  | او برادرزن فیودور یکم بود که به این مقام منصوب شد. او به دنبال بحران جانشینی پس از مرگ فئودور یکم به سلطنت برگزیده شد و تلاش کرد ثبات را حفظ کند و دست به اصلاحاتی زد. | گودونوف      |       |
| فئودور دوم- Фёдор Борисович Годунов                     | ۱۸ مه ۱۵۸۹ – ۲۰ ژوئن ۱۶۰۵         | ۱۳ آوریل ۱۶۰۵  | ۱۰ ژوئن ۱۶۰۵   | او فرزند بوریس گودونوف بود. او کمتر از ۲ ماه سلطنت کرد و با توطئهٔ دیمیتری دروغین اول به‌دست عوامل خیانتکارش به قتل رسید. | گودونوف      |       |
| دیمیتری دروغین اول- Лжедмитрий I                        | ۱۹ اکتبر ۱۵۸۲ – ۱۷ مه ۱۶۰۶        | ۲۰ ژوئن ۱۶۰۵   | ۱۷ مه ۱۶۰۶     | او مدعی بود که از فرزندان ایوان چهارم است و پس از تنها یک سال سلطنت به قتل رسید. | روریک (مدعی) |       |
| واسیلی چهارم- Василий Иванович Шуйский                  | ۲۲ سپتامبر ۱۵۵۲ – ۱۲ سپتامبر ۱۶۱۲ | ۱۹ مه ۱۶۰۶     | ۱۷ ژوئیه ۱۶۱۰  | او پس از توطئه‌ای علیه دیمیتری دروغین اول به سلطنت رسید. او آخرین تزار روسیه از دودمان روریک بود. | روریک        |       |
| میخائیل یکم- Михаил Фёдорович                           | ۱۲ ژوئیه ۱۵۹۶ – ۱۲ ژوئیه ۱۶۴۵     | ۲۶ ژوئیه ۱۶۱۳  | ۱۲ ژوئیه ۱۶۴۵  | سلطنت مشترک: پاتریارک فیلارت (۱۶۱۹–۱۶۳۳)او بنیان‌گذار دودمان رومانوف و یکی از مهم‌ترین تزارهای روسیه تزاری بود. دورهٔ سلطنت او پایان عصر مشکلات بود. | رومانوف      |       |
| الکسی یکم- خموش - Алексей Михайлович (Алексей Тишайший) | ۹ مه ۱۶۲۹ – ۲۹ ژانویه ۱۶۷۶        | ۱۲ ژوئیه ۱۶۴۵  | ۲۹ ژانویه ۱۶۷۶ | او فرزند میخائیل یکم و یکی از مهم‌ترین تزارهای روسیه تزاری بود. دورهٔ سلطنت او آغاز اصلاحات و غرب‌گرایی در تاریخ روسیه بود. | رومانوف      |       |
| فیودور سوم- Фёдор III Алексеевич                        | ۹ ژوئن ۱۶۶۱ – ۷ مه ۱۶۸۲           | ۲۰ ژانویه ۱۶۷۶ | ۷ مه ۱۶۸۲      | او فرزند الکسی یکم بود. او به‌طور مادرزادی ضعیف و بیمار بود و تا پایان عمرش متأثر از اشراف سلطنت کرد. | رومانوف      |       |
| ایوان پنجم- Иван V Алексеевич                           | ۶ سپتامبر ۱۶۶۶ – ۸ فوریه ۱۶۹۶     | ۷ مه ۱۶۸۲      | ۸ فوریه ۱۶۹۶   | سلطنت مشترک: پتر یکم (۷ مه ۱۶۸۲ – ۸ فوریه ۱۶۹۶)نایب‌السلطنه: سوفیا آلکسیونا (۸ ژوئن ۱۶۸۲ – ۱۷ سپتامبر ۱۶۸۹)او فرزند الکسی یکم و برادر تنی فیودور سوم و ناتنی پتر یکم بود. او نیز چون برادرش فیودور به‌طور مادرزادی ضعیف و بیمار بود. پس از مرگ فیودور و در جریان شورش ۱۶۸۲ مسکو، خاندان او به رهبری خواهر بزرگ‌ترش سوفیا آلکسیونا قدرت را به دست گرفتند. | رومانوف      |       |
| پتر یکم- Пётр I Алексеевич                              | ۹ ژوئن ۱۶۷۲ – ۸ فوریه ۱۷۲۵        | ۷ مه ۱۶۸۲      | ۲ نوامبر ۱۷۲۱  | سلطنت مشترک: ایوان پنجم (۷ مه ۱۶۸۲ – ۸ فوریه ۱۶۹۶)نایب‌السلطنه: سوفیا آلکسیونا (۸ ژوئن ۱۶۸۲ – ۱۷ سپتامبر ۱۶۸۹)؛ ناتالیا ناریشکینا (اوت ۱۶۸۹ – ۴ فوریه ۱۶۹۴)او فرزند الکسی یکم و ناتالیا ناریشکینا و برادر ناتنی کوچک‌تر فیودور سوم و ایوان پنجم بود. او یکی از مهم‌ترین تزارهای روسیه تزاری بود که در سال ۱۷۲۱ آن را به امپراتوری روسیه تبدیل کرد.       | رومانوف      |       |